# Новаро, Микеле
Микеле Новаро (итал. Michele Novaro; 23 декабря 1818, Генуя — 21 октября 1885, Генуя) — итальянский оперный певец (тенор) и композитор, известный, прежде всего, как автор музыки Государственного гимна Италии.
Родился в семье работников оперного театра Карло Феличе, племянник главного сценографа театра Микеле Канцио. Изучал композицию в Генуе. Дебютировал как певец в конце 1830-х гг. на сцене генуэзской оперы, затем с 1847 г. работал в Турине, в том числе в Театре Реджио, исполняя также обязанности хормейстера. Особенно часто выступал в операх Гаэтано Доницетти, несколько раз выезжал с гастрольными выступлениями в Вену. В 1864 году вернулся в Геную, где открыл общедоступную хоровую школу. На протяжении 1870-х гг. периодически выступал в Генуе как оперный дирижёр, в 1874 г. дирижировал собственной оперой-буффа «Лекарь поневоле» (лиг. O mego pe forza, на генуэзском диалекте, текст Николо Бачигалупо по мотивам одноимённой комедии Мольера).
Наиболее важная часть наследия Новаро — патриотические песни, созданные им в 1847—1848 гг., в период революционного подъёма в Сардинском королевстве, и одушевлённые идеями Джузеппе Гарибальди. Одна из таких песен, «Песнь итальянцев» (итал. Il Canto degli Italiani) на слова Гоффредо Мамели, написанная в 1847 году, завоевала в дальнейшем значительную популярность и с 1946 года использовалась как неофициальный гимн Италии, а в 2006 г. была утверждена в этом качестве официально.